# Archidiocèse de Pondichéry-Cuddalore
L’Archidiocèse de Pondichéry-Cuddalore est une circonscription ecclésiastique de l’Église catholique en Inde.  L’ancienne mission carnatique des jésuites du XVIIe siècle se développant, un vicariat apostolique fut érigé en 1836 qui devient archidiocèse lorsque la hiérarchie catholique fut érigée dans l’ensemble de l’Inde (1886) par Léon XIII.  Il comprend aujourd’hui le territoire de Pondichéry et les districts de Cuddalore et Villapuram au Tamil Nadu.  

## Histoire
L’origine des premières communautés chrétiennes remonte aux efforts des missionnaires jésuites de la Mission carnatique de la fin du XVIIe siècle (également appelée Mission de Coromandel). Le jésuite Guy Tachard (1648-1712) en est considéré comme le fondateur. Le territoire était une Mission sui juris.  Avant cela, il semble bien que Jean de Britto, peu après 1660, ait fait une visite dans cette région (alors Royaume de Gingee)  
Lorsque la Compagnie de Jésus fut supprimée (1773), les missionnaires furent remplacés par des pères des Missions étrangères de Paris (en 1776). Étant donné la grande pénurie de missionnaires causée par le départ des jésuites, leur supérieur avait également autorité sur les anciennes missions jésuites de Madurai, de Coimbatore et Mysore.
Au début du XIXe siècle, lors de la réorganisation des territoires missionnaires d’Inde du Sud, la mission devient vicariat apostolique de la Mission de Coromandel, au même titre que Madras et Madurai (1er septembre 1836). Mgr Clément Bonnand en est le premier vicaire.
En 1886, la hiérarchie catholique est érigée sur tout le territoire des Indes britanniques, ainsi Thanjavurqu'aux Indes françaises. Le vicariat apostolique est élevé au rang d'archidiocèse de Pondichéry. Le nombre de catholiques augmentant dans la région, l’archidiocèse est divisé en 1899, pour l'érection du diocèse de Kumbakonam, et en 1930 pour celui de Salem. D’autres réajustements de territoires ont lieu.
Lorsque Pondichéry cessa d’être territoire français et fut rattaché à l’Inde en 1954, l’archidiocèse de Pondichéry prit le nom de « Pondichéry et Cuddalore » car tout le district de South-Arcot, au Tamil Nadu, en fait également partie.

## Suffragants
La province métropolitaine de Pondichéry-Cuddalore couvre aujourd’hui les territoires de Pondichéry et Karaikal, avec les districts de Cuddalore et Villapuram au Tamil Nadu. Les diocèses suffragants sont : Dharmapuri, Kumbakonam, Salem et Thanjavur.

## Supérieurs ecclésiastiques

### Vicaires apostoliques du Coromandel
- 1836-1861 : Clément Bonnand, MEP
- 1861-1867 : Joseph-Isidore Godelle MEP
- 1868-1886 : François Laouënan MEP

### Archevêques de Pondicherry
- 1886-1992 : François Laouënan MEP
- 1992-1909 : Joseph-Adolphe Gandy (en) MEP
- 1909-1929 : Elie Morel MEP
- 1930-1955 : Auguste Colas MEP

### Archevêques de Pondicherry et Cuddalore
- 1955-1973 : R. Ambrose
- 1973-1992 : V.S. Selvanathar
- 1992-2004 : S. Michael Augustine
- 2004-2021 : Anthony Anandarayar
  - 2021 : Peter Antonisamy, administrateur apostolique
- 19 mars 2022- : Francis Kalist (en)

## Source
- The Catholic Directory of India, Claretian publications, Bangalore, 2006.